# Lechytia acutidentata
Espèce
Lechytia acutidentata est une espèce de pseudoscorpions de la famille des Lechytiidae.

## Distribution
Cette espèce est endémique du Tibet en Chine. Elle se rencontre dans le xian de Gyirong.

## Description
Le mâle paratype mesure 1,71 mm et les femelles de 1,79 à 2,07 mm.

## Systématique et taxinomie
Cette espèce a été décrite par Sun, Guo et Zhang en 2024.

## Publication originale
- (en) Sun, Guo et Zhang, « Revision of the genus Lechytia Balzan, 1892 (Pseudoscorpiones, Chthoniidae) from China, with descriptions of two new species », Biodiversity Data Journal, vol. 12, no e122612,‎ 2024, p. 1-21 (lire en ligne)